# 콜롬비아 축구 연맹
콜롬비아 축구 연맹(스페인어: Federación Colombiana de Fútbol 페데라시온 콜롬비아나 데 푸트볼[*], FCF)은 콜롬비아의 축구 협회로써 바랑키야에 본부를 두고 있다. 연맹은 연령별 남자 국가대표팀과 여자 국가대표팀 및 비치사커 국가대표팀을 운영하고 있다.